# Росениус, Карл Улоф
Карл Улоф Росениус (швед. Carl Olof Rosenius; 3 февраля 1816 — 24 февраля 1868) — шведский лютеранский проповедник, автор богословских трудов, издатель газеты «Пиетист».

## Биография
Карл Росениус родился в Вестроботнии в семье пастора Андерса Росениуса и его жены Сары Маргарет, дочери пастора Улофа Норениуса. Андерс Росениус активно участвовал в движении пробуждения в своей провинции. Карл учился в школах Питео, Умео и Хернёсанда. В 15 лет пережил религиозное возрождение. В 1838 году Росениус поступил в университет Упсалы, однако через год был вынужден прекратить обучение там из-за материальных проблем и слабого здоровья, вместо это стал преподавателем на ферме Ленна, недалеко от Стокгольма. В этот период у него были серьёзные сомнения, которые разрешились под влиянием методиста Джорджа Скотта. Росениус оставил мысль стать пастором, вместо этого переехал в столицу, где начал проповедовать в Английской церкви в Стокгольме.
В 1842 году Скотт был вынужден покинуть Швецию, а деятельность Английской церкви прекращена, Росениус тем не менее продолжил свои труды. Он стал одним из лидеров растущего движения религиозного возрождения «новоевангельского» типа. В 1856 году Росениус стал одним из основателей Шведской евангелической миссии. Этим сообществом было приобретено здание бывшей Английской церкви, которая была переименована в Вифлеемскую церковь. Однако помимо проповедей здесь, Росениус ездил с миссионерскими целями по всей стране. С 1842 года он издавал газету «Пиетист», тираж которой доходил до 10 000 экземпляров.
Деятельность Росениуса вызывала неоднозначную оценку среди руководства Церкви Швеции, тем не менее он до конца жизни оставался её членом, крестил здесь детей, находился в литургическом общении и отвергал предложения создания свободной церкви.
В последние годы он работал над комментарием к Посланию к Римлянам. В день Пятидесятницы, проповедуя на кафедре церкви Святого Иоанна в Гётеборе Росениус перенёс инсульт и в следующем году скончался.